# Faro de Guetaria
El faro de Guetaria es un faro situado en el Ratón de Guetaria, en Guetaria, provincia de Guipúzcoa, País Vasco, España. Está gestionado por la autoridad portuaria del Puerto de Pasajes.

## Historia
Antes de construirse el faro, el clérigo Antón del Busto había pedido en 1802 la construcción de una ermita dedicada a San Antón. La Junta General de Guipúzcoa pidió poco después la licencia para poner un farol en la ermita porque la isla se confundía con las montañas a su espalda.
El faro fue construido por Manuel Estibaus, que finalizó la obra el 10 de noviembre de 1863. Presenta una torre adosada al oeste y dispone de vestíbulo, sala de máquinas, despacho, baño, cocina y tres dormitorios.